# Камприани, Никколо
Никко́ло Камприа́ни (итал. Niccolò Campriani; род. 6 ноября 1987, Флоренция) — итальянский стрелок из винтовки, трёхкратный олимпийский чемпион, чемпион мира 2010 года, трёхкратный чемпион Европы, трёхкратный чемпион летней Универсиады 2011 года, чемпион Европейских игр.

## Спортивная биография
Заниматься стрельбой Камприани начал в 2000 году. На молодёжном уровне Никколо трижды становился серебряным призёром европейских первенств. В 2008 году итальянский стрелок выступил на летних Олимпийских играх в Пекине. Камприани принял участие в трёх дисциплинах, но ни разу не смог пробиться в десятку сильнейших.
Начиная с 2009 года, Камприани стал активно пробиваться в элиту мировой стрельбы. Дважды в 2009 и в 2012 годах итальянец становился чемпионом Европы. В 2010 году Никколо завоевал золото чемпионата мира в стрельбе из пневматической винтовки с 10 метров. В 2011 году итальянский спортсмен выиграл три золотых медали Универсиады, проходившей в китайском городе Шэньчжэнь.
В 2012 году Камприани принял участие в летних Олимпийских играх В Лондоне. В стрельбе из пневматической винтовки с 10 метров Никколо стал серебряным призёром, совсем немного уступив чемпиону румыну Алину Молдовяну. В стрельбе из винтовки из трёх положений с 50 метров Камприани не оставил шансов соперникам, став чемпионом, обновив при этом олимпийский рекорд и в квалификации, и в финале.
На I Европейских играх в Баку Камприани занял второе место в стрельбе из пневматической винтовки на 10 м, а также выиграл золото вместе с Петрой Цублазинг в смешанных командной соревнованиях по стрельбе из пневматической винтовки. Также на церемонии открытия игр Камприани вместе с 7 другими олимпийскими чемпионами вынес флаг Европейского олимпийского комитета.

## Личная жизнь
- Живёт и тренируется в американском городе Моргантаун.